# Chrysler Building
Chrysler Building er en skyskraber på Manhattan i New York.

## Arkitektur
Art Deco med symboler fra Chryslers biler (bildæk og kølerfigurer) og markant spir.

## Galleri
- Wikimedia Commons har flere filer relateret til Chrysler Building

40°45′6″N 73°58′33″V / 40.75167°N 73.97583°V